# هارييت كينغ
هارييت كينغ (بالإنجليزية: Harriet King)‏ هي مبارزة بالسيف أمريكية، ولدت في 22 سبتمبر 1935 في نيويورك في الولايات المتحدة.

## وصلات خارجية
- هارييت كينغ على موقع أوليمبيديا (الإنجليزية)